# Moriah Jefferson
Moriah Jefferson (ur. 8 marca 1994 w Dallas) – amerykańska koszykarka występująca na pozycji rozgrywającej, od 2023 zawodniczka Phoenix Mercury w WNBA.
14 maja 2019 trafiła w wyniku wymiany do Dallas Wings. 13 maja 2022 została zawodniczką Minnesoty Lynx. 21 czerwca 2022 dołączyła do hiszpańskiej Perfumerías Avenidy.
13 lutego 2023 zawarła umowę z Phoenix Mercury.

## Osiągnięcia
Stan na 13 czerwca 2023, na podstawie, o ile nie zaznaczono inaczej.

### NCAA
- Mistrzyni:
  - NCAA (2013–2016)
  - turnieju konferencji American Athletic (AAC – 2014–2016)
  - sezonu regularnego AAC (2014–2016)
- Defensywna zawodniczka roku NCAA (2016 według WBCA)[8]
- Największy postęp konferencji AAC (2015)
- Laureatka:
  - Nancy Lieberman Award (2015, 2016)
  - Dawn Staley Award (2016)
- Zaliczona do:
  - I składu:
    - All-American (2016 przez WBCA, USBWA, Associated Press, 2015 przez WBCA, USBWA)
    - turnieju:
      - NCAA (2015, 2016)
      - konferencji AAC (2015, 2016)

    - AAC (2014–2016)
    - najlepszych pierwszorocznych zawodniczek Big East (2013)

  - II składu All American (2015 przez Associated Press)
  - składu honorable mention All-American (2014 przez Associated Press)
- Liderka konferencji AAC w asystach (2014)

### WNBA
- Zaliczona do I składu debiutantek WNBA (2016)

### Inne drużynowe
- Wicemistrzyni Hiszpanii (2023)[9]
- Finalistka Pucharu Hiszpanii (2023)[9]

### Inne indywidualne
(* – nagrody przyznane przez eurobasket.com)
Indywidualne
- Zawodniczka roku Eurocup (2017)*
- Najlepsza zawodniczka*:
  - występująca na pozycji obronnej Eurocup (2017)
  - zagraniczna Eurocup (2017)
- Zaliczona do*:
  - I składu:
    - Eurocup (2017)
    - zawodniczek zagranicznych:
      - Eurocup (2017)
      - ligi tureckiej (2017)

    - ligi tureckiej (2017)
- Liderka strzelczyń Eurocup (2017)

### Reprezentacja
- Mistrzyni:
  - świata U–19 (2013)
  - Ameryki U–18 (2012)
- Wicemistrzyni igrzysk panamerykańskich (2015)